# 合阿台
合阿台·答儿麻剌（12世纪—1181年），12世纪蒙古草原篾儿乞惕部人，合阿惕·篾儿乞惕部的首领。
也速该抢来赤列都未婚妻诃额仑夫人，生下成吉思汗铁木真。后来，篾儿乞惕部为了报赤列都之仇，1180年左右，三姓篾儿乞惕的首领兀都亦惕·篾儿乞惕部的脱黑脱阿·别乞，兀洼思·篾儿乞惕部的答亦儿·兀孙、合阿惕·篾儿乞惕部的合阿台·答儿麻剌率领三百人攻打铁木真。也速该的庶妻速赤格勒和铁木真的妻子孛儿帖被蔑儿乞人俘虏。孛儿帖被分给赤勒格儿·孛阔为妻，速赤格勒被分给合阿台·答儿麻剌为妻。后来铁木真借兵，打败蔑儿乞人。合阿台·答儿马剌奔入黑森林，想要逃到合剌只草原。合阿台·答儿麻剌被蒙古人擒获，被戴上板枷，押送到合勒敦·不儿罕山去。速赤格勒自觉无颜面对儿子别勒古台，于是逃入森林，不知所终。别勒古台大怒，将包括合阿台在内的三百篾儿乞惕人全部射杀。

## 资料来源
- 余大钧译注《蒙古秘史》